# Люцерн (кантон)
Вижте пояснителната страница за други значения на Люцерн.
Люцерн е един от кантоните на Швейцария. Населението му е 377 610 жители (декември 2010 г.) и има площ от 1493,44 km². Административен център е град Люцерн. Официалният език е немският. По данни от 2007 г. около 15,8% от жителите на кантона са хора с чуждо гражданство (57 268 души).